# Leo e Beo
Leo e Beo è una miniserie televisiva italiana prodotta da Mediaset nel 1998 e andata in onda lo stesso anno su Canale 5.
I due nomi del titolo si riferiscono al protagonista Leo (Marco Columbro) e il suo cane Beo, un border collie nella realtà chiamato Shonik e nella fiction doppiato da Leo Gullotta.
Altri protagonisti della fiction erano Sabrina Ferilli, che interpretava Laura, e Maria Rosaria Omaggio, nel ruolo di Giulia, la zia di Leo.
Diretta da Rossella Izzo, la fiction è andata in onda originariamente in prima serata su Canale 5, in due puntate, il 14 e il 15 gennaio 1998, e successivamente replicata in periodi diversi da Retequattro, Happy Channel e Mediaset Extra.